# Alberto Górriz
Alberto Górriz Echarte (Irun, 16 de fevereiro de 1958) é um ex-futebolista espanhol.

## Carreira
Alberto Górriz fez parte do elenco da Seleção Espanhola de Futebol da Copa do Mundo de 1990. Ele fez quatro presenças. Fez 599 partidas pela equipe da Real Sociedad. Recordista do time basco.

## Títulos
Real Sociedad
- Campeonato Espanhol: 1980–81 e 1981–82
- Supercopa da Espanha: 1982
- Copa del Rey: 1986–87